# Diamantes rojos
Los diamantes rojos son un tipo de diamantes que presentan un color rojo, pero que por lo demás exhiben como mineral las mismas propiedades que los diamantes incoloros. Son conocidos comúnmente como el color de diamante más caro y raro del mundo, incluso más que los diamantes rosa o los diamantes azules, ya que se han encontrado muy pocos diamantes rojos. Al igual que los diamantes rosa, son objeto de un gran debate en cuanto al origen de su color, pero la comunidad gemológica suele atribuir ambos colores a átomos desplazados en la estructura del diamante, sometidos a una enorme presión durante su formación.
Los diamantes rojos forman parte de los 12 tipos reconocidos de diamantes coloreados y tienen el precio más alto por quilate (suelen rondar los cientos de miles de dólares por quilate). Al ser el color más raro, es difícil encontrarlos en tamaños grandes, y suelen estar disponibles principalmente en tamaños inferiores a 1 quilate. Solo se dan con una intensidad de color, denominada Fancy, aunque sus claridades pueden variar de Impecable a con presencia de Inclusiones, al igual que los diamantes blancos. El diamante rojo más grande y con mayor claridad es el Fancy Red Moussaieff Red de 5,11 quilates, que tiene una claridad interna impecable.

## Origen del color rojo
A pesar de décadas de investigación, los científicos aún no han llegado a una conclusión sobre el origen del color rojo en los diamantes. Se cree que la causa del color rosa en los diamantes rosa es también el origen del color rojo, pero en una dosis más concentrada. La teoría más aceptada sostiene que durante la formación del diamante, se produce una deformación plástica en la estructura cristalina. Algunos átomos se desplazan a medida que el diamante asciende a través de su depósito de kimberlita, y la intensa presión de este movimiento provoca la aparición de los diferentes tonos de rosa o rojo.
Esto respalda la hipótesis de que los diamantes rojos son diamantes rosa oscuro y explica por qué solo es posible una intensidad de color. Los diamantes rojos pueden modificarse con los mismos colores secundarios que se encuentran en los diamantes rosa.
El color rojo también se puede producir irradiando un diamante incoloro con partículas de alta energía y luego recociéndolo a altas presiones y temperaturas.

## Propiedades que determinan el valor
Dado que los diamantes rojos se clasifican como diamantes en todos los sentidos, también se clasifican según las cuatro C típicas del experto: "Color", "Claridad", "Corte" y "Carats" (peso en quilates). Al igual que con todos los diamantes de color fantasía, el atributo de color se considera la característica más importante del diamante y es, en gran medida, lo que determina su valor. El siguiente atributo en importancia es el peso en quilates del diamante, seguido de su claridad y de su talla. Dada su rareza, los diamantes rojos se encuentran entre las piedras preciosas más caras en promedio, y pueden llegar a costar más de un millón de dólares por quilate, aunque la mayoría de los ejemplares conocidos pesan menos de medio quilate.

### Color
El color de los diamantes rojos se evalúa según su tono y saturación. Pueden presentarse con colores secundarios, como el rojo parduzco, el rojo anaranjado o el rojo púrpura, pero el rojo no es un color modificador de ningún otro color de diamante. Además, los diamantes rojos nunca aparecen con un color modificador terciario, como sí ocurre con otros colores de diamante.
Un diamante rojo puro es ideal, pero es aún más raro que un diamante rojo con un color secundario. Al igual que con otros colores de diamante, un diamante rojo puro alcanzará un precio por quilate más alto que uno con un tono secundario. Los diamantes rojo parduzco y rojo anaranjado generalmente se consideran inferiores a los diamantes rojo púrpura y su precio se ajusta en consecuencia. Todos estos colores superan los 400.000 dólares por quilate, pero un diamante rojo puro puede costar significativamente más por quilate.
Pocos colores de diamantes de color fantasía se caracterizan por tener una intensidad de color única. Este fenómeno solo existe con tres colores: negro, blanco y rojo. Dado que se considera que el origen del color rojo en los diamantes es una hiperconcentración del color rosa, esto lo convertiría en el tono más oscuro de rosa posible, razón por la cual solo puede aparecer en una intensidad. Los diamantes rojos solo se clasifican como Rojo Fantasía, Rojo Parduzco Fantasía, Rojo Púrpura Fantasía o Rojo Anaranjado Fantasía. Una forma fácil de identificar si un diamante rojo es una falsificación es si el vendedor lo ofrece con una intensidad similar a la de otros colores de diamante.
Hay tan pocos diamantes rojos que los registros del GIA muestran que, durante un período de 30 años, de 1957 a 1987, no se emitió ni un solo informe de laboratorio del GIA con el término "rojo". Algunos pulidores de diamantes han logrado la clasificación GIA de Rojo Fantasía para un diamante puliendo de nuevo un diamante Rosa Profundo Fantasía, aunque esto es muy difícil de conseguir, y solo se ha logrado con éxito en contadas ocasiones.
¡=== Claridad ===
Para determinar la claridad de un diamante, se examina con una lupa estándar de 10 aumentos. Los diamantes se inspeccionan para determinar si presentan inclusiones.
La claridad de un diamante rojo se mide, como la de todos los diamantes, en una escala que va desde impecable hasta con inclusiones. La mayoría de los diamantes rojos se encuentran en el rango VS1-SI2 debido a su formación. Sin embargo, el diamante rojo más grande y famoso, el Moussaieff Red, se clasificó con una claridad interna impecable. Sin embargo, la claridad de un diamante rojo tiene poco efecto en su valor debido a la rareza del color. Un comprador de diamantes rojos estará mucho más interesado en la pureza del diamante y el tamaño en quilates para decidir sobre su atractivo. Esto no se aplica a todos los colores de diamantes, pero sí especialmente a los más demandados, como el rojo, el rosa y el azul. Para los colores más económicos, como el amarillo y el marrón, la claridad será un factor más importante.

### Peso en quilates
Los diamantes rojos son conocidos por su pequeño tamaño. La mayoría de los diamantes rojos en el mercado pesan menos de 1 quilate. Solo se conocen 5 diamantes rojos que superan los 5 quilates de peso, siendo el más grande de 5,11 quilates. Solo se descubren unos pocos diamantes rojos anualmente en todo el mundo, y la mayoría no superan 1 quilate. Los diamantes rojos se cotizan por quilate, como todos los diamantes, y su precio por quilate es entre un 300 % y un 400 % superior al de los diamantes que les siguen en precio: los diamantes rosa y los diamantes azules.

### Fluorescencia
La mayoría de los diamantes rojos presentan fluorescencia al exponerlos a luz ultravioleta. En el caso de los diamantes incoloros, se considera que la presencia de fluorescencia reduce su valor. De hecho, esto es completamente arbitrario, ya que el brillo azul puede resultar atractivo o no para el comprador, pero ciertamente no influye en la composición, la durabilidad ni la belleza del diamante. Sin embargo, en el mundo de la valoración de diamantes, es una idea generalmente aceptada que la presencia de fluorescencia reduce su valor. Al igual que con la claridad, en el caso de los diamantes de color fantasía, esta no es una característica perjudicial si está presente. De hecho, su presencia garantiza al comprador la autenticidad del diamante, ya que la fluorescencia no se recrea en los diamantes cultivados en laboratorio. Si un diamante rojo presenta fluorescencia, no aumentará ni disminuirá su valor ni su valor de reventa de ninguna manera.

## Diamantes rojos como inversión
Debido a su rango de precio de 6 a 7 cifras, los diamantes rojos generalmente son adquiridos por inversores o coleccionistas de diamantes para revenderlos posteriormente o para completar una colección de diamantes, según el Centro de Inversión e Inteligencia de Diamantes. Tanto inversores como coleccionistas solo eligen diamantes rojos naturales para este propósito, ya que los diamantes sintéticos o con tratamiento de color carecen esencialmente de valor. En Estados Unidos, cuando un comprador está realmente interesado en adquirir un diamante muy caro, a menudo solicita que el diamante sea examinado por el Gemological Institute of America (GIA) para verificar su autenticidad.
De todos los diamantes, los diamantes rojos son los únicos cuyo tamaño inferior a 1 quilate no los descalifica como piedra de inversión, ya que se encuentran muy pocos diamantes rojos de mayor tamaño en el mercado. El rojo no es un color de diamante comúnmente sintetizado, ya que no suele atraer al público en general.

## Minas de origen de los diamantes rojos
La mayoría de los diamantes rojos que se extraen cada año provienen de la mina de Argyle en Kimberley (Australia Occidental). Sin embargo, también se han descubierto en Brasil, Rusia y en ciertos países africanos. El primer diamante rojo conocido públicamente fue adquirido en 1956 por un ranchero de Montana llamado Warren Hancock, quien posteriormente lo vendió por la cifra récord de 927.000 dólares en una subasta en 1987. Otros diamantes notables, como el Moussaieff Red y el Kazanjian Red, se sabe que tienen su origen en Brasil y Sudáfrica, respectivamente. En general, los diamantes rojos se encuentran en los mismos lugares donde se han descubierto diamantes rosas, y no se encuentran si no hay diamantes rosa cerca. Dado que la mayoría de los diamantes rosa del mundo proceden de la mina Argyle, se deduce que la mayoría de los diamantes rojos también se descubren allí, aunque no es el caso exclusivo. Sin embargo, si se rastrea el origen de un diamante rojo hasta la mina Argyle, esto le otorga un valor adicional a su precio, como ocurre con todos los diamantes de Argyle.

## Diamantes rojos notables
| Diamante rojo      | Peso (quilates) | Importancia |
| ------------------ | --------------- | --- |
| Moussaieff Red     | 5,11            | El diamante rojo más grande del mundo, descubierto en la década de 1990 por un agricultor brasileño en el río Abaetezinho                   |
| Kazanjian Red      | 5,05            | El segundo diamante rojo más grande del mundo                                                                                               |
| DeYoung Red        | 5,03            | Adquirido por Sydney de Young en una subasta de bienes, donde se vendió como un prendedor de sombrero de granate                            |
| Graff Rojo Púrpura | 2,26            | Un diamante de talla octogonal modificada, montado en un anillo de oro rosa. Vendido por 2,65 millones de dólares en una subasta en 2007.   |
| Argyle Everglow    | 2,11            | Clasificado como rojo fantasía, procede de la mina de Argyle.                                                                               |
| Argyle Enigma      | 1,75            | Diamante rojo de talla radiante de lujo extraído de la mina de Argyle, vendido en la subasta de Argyle de 2019.                             |
| Hancock Red        | 0,95            | Extraído en Brasil. Adquirido por el ganadero de Montana Warren Hancock en la década de 1950 y vendido con una ganancia del 6500 % en 1987. |
| Rob Red            | 0,59            | El diamante rojo más puro del mundo medido visual e instrumentalmente hasta la fecha.                                                       |